# Беляев, Николай Алексеевич (боксёр)
Николай Алексеевич Беляев (1911 — 1975) — советский боксёр, вступавший в полутяжёлой (до 79,5 кг) и тяжёлой (более 79,5 кг) весовых категориях, двукратный чемпион (1935 и 1940) и трёхкратный призёр (1933, 1936 и 1939) чемпионатов СССР по боксу. Выступал за ленинградские спортивные общества «Моряк» и «Водник». Мастер спорта СССР (1935). Участник Великой Отечественной войны.

## Биография
Николай Беляев родился в 1911 году в Санкт-Петербурге. Среднее профессиональное образование получил в Ленинградском морском инженерном училище имени С. О. Макарова.
Занимался боксом у тренера А. Уверского. В 1933 году начал выступать за ленинградское спортивное общество «Моряк», но в 1935 году перешёл в другое ленинградское спортивное общество — «Водник». С 13 по 16 июня 1933 года участвовал в рамках полутяжёлого веса (до 79,5 кг) во II лично-командном первенстве СССР в Минске, которое проходило по круговой системе, в итоге по результатам соревнований занял второе место.
На IV лично-командном первенстве СССР, которое проходило в Москве с 10 по 13 июля 1935 года занял первое место в рамках тяжёлого веса (более 79,5 кг). В том же году был удостоен звания мастера спорта СССР. В период с 6 мая по 23 июня 1936 года на V лично-командном первенстве СССР, которое проходило по круговой системе с выбыванием после второго поражение, занял второе место проиграв в финальном поединке Николаю Королёву. На VIII личном первенстве СССР, которое проходило с 18 мая по 1 июля 1939 года в пять кругов с выбыванием после второго поражения, принимал участие в рамках первой группы и занял третье место в рамках тяжёлого веса.
В июне-июле 1940 года принимал участие в IX личном первенстве СССР в Москве, дошёл до финала, где встретился с украинским боксёром Ильёй Гольдиновым поединок продлился четыре неполных раунда, и после того как Гольдинов несколько раз побывал в нокдауне рефери остановил бой ввиду явного преимущества Беляева. Таким образом, Беляев стал двукратным чемпионом СССР в тяжёлом весе. За время своей спортивной карьеры также принимал участие в международных матчевых встречах со спортсменами из Норвегии, Финляндии, Германии и Швеции. По оценкам специалистов, Николай Беляев составлял достойную конкуренцию таким известным советским боксёрам как: Николай Королёв, Виктор Михайлов, Анатолий Булычёв и Константин Бирк.
Принимал участие в Великой Отечественной войне, был награждён орденом Красной Звезды. Имел звание капитана дальнего плаванья. Скончался в 1975 году.